# Zola hepararia
Zola hepararia là một loài bướm đêm trong họ Geometridae.